# 동성동 (상주시)
동성동(東城洞)은 대한민국 경상북도 상주시의 동이다. 경북선의 관통으로 개발제한을 받아 대체로 도시기반이 빈약하며, 병성천을 경계로 시내는 영세농 및 상업을 겸한 서비스업이 주를 이루고 외곽지 7개통(서곡, 인평, 거동)은 미작중심의 과수, 채소, 축산을 주로 하는 농촌지역으로 노동집약적인 농업에 의존하고 있다.

## 개요
동성동은 조선시대 말기에는 상주군 내동면과 내남면 지역이었다. 1914년 행정구역 개편에 따라 상주면에 편입되었고, 1931년 상주면이 읍으로 승격될 때 성하와 성동은 동으로 개칭되었다. 성하동은 조선 말기 내동면 지역이었고, 상주읍성의 아래 있다 하여 성하리였다가, 1914년 상주면에 편입되었고, 1931년 상주가 읍으로 승격하면서 성하동이 되었다. 1986년 상주읍이 시로 승격할 때 성하동, 성동동, 거동, 인평동, 서곡동 5개 법정동을 병합하여, 옛날 상주성의 동쪽 지역으로 동성동이라 했다.

## 법정동
- 성하동
- 성동동
- 거동동
- 인평동
- 서곡동

## 교육
- 성동초등학교

## 역대 동장
- 1대 박희창 (1986.1.1 ~ 1988.7.24)
- 2대 김경식 (1988.7.25 ~ 1993.6.30)
- 3대 권만집 (1993.7.1 ~ 1997.2.2)
- 4대 심옥준 (1997.2.3 ~ 1998.6.30)
- 5대 최영숙 (1998.7.1 ~ 2004.8.29)
- 6대 인경연 (2004.8.30 ~ 2005.9.4)
- 7대 함중호 (2005.9.5 ~ 2006.10.10)
- 8대 인경연 (2007.1.15 ~ 2008.2.27)
- 9대 박성래 (2008.2.28 ~ 2009.2.10)
- 10대 강석도 (2009.2.11 ~ 2010.8.15)
- 11대 김종진 (2010.8.16 ~ 2012.12.31)
- 12대 정성호 (2013.1.1 ~ 2013.7.21)
- 13대 곽희상 (2013.7.22 ~ 2015.1.14)
- 14대 최원수 (2015.1.15 ~ 2016.6.30)
- 15대 박점순 (2016.7.1 ~ 2018.12.31)
- 16대 신동국 (2019.1.1 ~ 2019.12.31)
- 17대 이채광 (2020.1.19 ~ 2020.12.31)
- 18대 최종순 (2021.1.1 ~ 2022.12.31)
- 19대 이상규 (2023.1.1 ~ 2023.12.31)
- 20대 성석환 (2024.1.1 ~ 현재)